# Michael Christoph Hanow

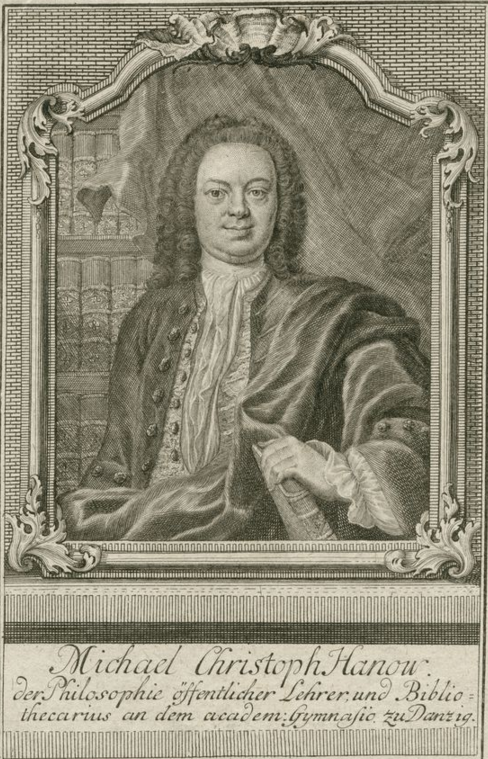
Bild zeigt Michael Hanow.

Michael Christoph Hanow (auch Hanov, Hanovius; * 12. Dezember 1695 in Zamborst bei Neustettin (Samborsko), Pommern; † 22. September 1773 in Danzig) war Meteorologe, Historiker, Mag. phil. Prof. der Mathematik und ab 1717 Rektor des Akademischen Gymnasium Danzig.

## Leben
Hanow studierte in Danzig und Leipzig und war Hauslehrer in Dresden, Leipzig und Danzig, bevor er 1727 eine Stelle am Akademischen Gymnasium Danzig annahm. Er schrieb zahlreiche Artikel und Bücher, welche sich in der Stadtbibliothek Danzig befanden. Seit 1739 veröffentlichte er Danziger Nachrichten und ein Wochenmagazin mit Wettervorhersage. 1743 war er einer der Gründungsmitglieder der Naturforschenden Gesellschaft in Danzig. Der Ausdruck Biologie geht auf ihn zurück. 1745 und 1767 veröffentlichte er Jus Culmense, das vollständige Culmische Recht (Kulmer Recht), sowie eine Sammlung preußischer, bis dahin nicht veröffentlichter, Urkunden.
Mit Georg Daniel Seyler, Gottfried Lengnich und David Braun gehörte er zu den wichtigsten regionalen Historikern des 18. Jahrhunderts.

## Schriften
- Erläuterte Merkwürdigkeiten der Natur, nach denen Grund-Sätzen derer neuesten Physicorum. Knoch, Danzig 1737. (Digitalisat)
- Denkmahl der Danziger Buchdruckereyen und Buchdrucker, seit dem Jahr 1539 bis 1740, mit einigen Gedanken von künftiger Verbesserung des Druckes. Schreiber, Danzig 1740. (Digitalisat)
- Seltenheiten der Natur und Oekonomie: nebst deren kurzen Beschreibung und Erörterung aus den Danziger Erfahrungen und Nachrichten zu mehrerem Nutzen und Vergnügen ausgezogen und herausgegeben von J. D. Titius. Lankisch, Leipzig 1753. (Digitalisat Band 2)
- Philosophiae naturalis sive physicae dogmaticae: Geologia, biologia, phytologia generalis et dendrologia. 1766.
- Der Danziger großen Mondjahre monathliches voriges und künftiges Wetter oder Anweisung wie die Wetterprognostica aus dem Mondzirkel abzunehmen mittelst der Observationen des Jahres 1767. Dürr, Anzig/Wittenberg 1768. (Digitalisat)